# Нокс, Юктер, 5-й граф Ранфёрли
Юктер Джон Марк Нокс, 5-й граф Ранфёрли (англ. Uchter John Mark Knox; 14 августа 1856, Гернси — 1 октября 1933, Данганнон, Тирон) — британский политик и колониальный губернатор. Занимал пост губернатора Новой Зеландии с 1897 по 1904 годы.

## Происхождение
Родился 14 августа 1856 года. Младший сын Томаса Нокса, 3-го графа Ранфёрли (1816—1858), и Гарриет Римингтон (1824—1891). Старший брат — Томас Нокс, 4-й граф Ранфёрли (1849—1875).

## Политическая карьера
Ранфурли служил лордом-интендантом при лорде Солсбери с 1895 по 1897 год и в 1897 году за свои государственные заслуги был посвящен в рыцари-командоры ордена Святого Михаила и Святого Георгия (KCMG). Он был назначен преемником графа Глазго на посту губернатора Новой Зеландии 6 апреля 1897 года и вступил в должность 10 августа. Лорд Ранфурли стал почетным полковником 1-го Веллингтонского батальона (1898) и 1-го Южно-Кентерберийского конного стрелкового полка (1902). Он был награжден Большим крестом ордена Святого Михаила и Святого Георгия (GCMG) в июне 1901 года по случаю визита герцога и герцогини Корнуолла и Йорка (впоследствии короля Георга V и королевы Марии) в Новую Зеландию. Его полномочия закончились 19 июня 1904 года, когда он лично передал должность лорду Планкету. Он запомнился тем, что подарил Ранфурли Щит, новозеландский спортивный трофей.
По возвращении в Англию Ранфурли стал ирландским тайным советником (1905); затем на некоторое время он вернулся на ферму в Милдуре, штат Виктория, Австралия. Но вскоре он стал уделять все больше времени другому своему увлечению — Ордену Святого Иоанна Иерусалимского. В 1914 году он стал кавалером юстиции и регистратором ордена в Лондоне, а в 1915-19 годах — директором департамента скорой помощи. В 1919 году французское правительство сделало его офицером Ордена Почетного легиона за его заслуги в этой области во время войны.
После раздела Ирландии лорд Ранфурли стал Тайным советником Северной Ирландии в 1923 году, а также служил заместителем лейтенанта и мировым судьей в родном для его семьи графстве Тайрон. Он продолжил свою связь с Орденом Святого Иоанна, став приставом Большого креста в 1926 году.
Лорд Ранфёрли умер 1 октября 1933 года в возрасте 77 лет, его преемником стал внук, Дэниел Нокс, 6-й граф Ранфёрли.

## Семья
10 февраля 1880 года лорд Ранфёрли женился на достопочтенной Констанс Элизабет Колфилд (? — 25 июля 1932), единственной дочери Джеймса Альфреда Колфилда, 7-го виконта Чарлмонта, и достопочтенной Аннетты Хэндкок. У супругов было четверо детей:
- Леди Аннет Агнес Нокс (21 ноября 1880 — июль 1886), умерла в детстве[2]
- Томас Юктер Колфилд Нокс, виконт Нортленд (13 июня 1882 — 1 февраля 1915), в 1912 году женился на Хильде Сьюзен Эллен Купер, дочери сэра Дэниела Купера, 2-го баронета[3] . Отец Дэниела Нокса, 6-го графа Ранфёрли.
- Леди Констанс Гарриет Стюарт Нокс (21 апреля 1885 — 29 апреля 1964), в 1905 года она вышла замуж за майора Эвелина Милнса Гаскелла, сына Чарльза Милнса Гаскелла и леди Кэтрин Генриетты Уоллоп (дочери 5-го графа Портсмута)[4] .
- Леди Эйлин Мод Джулиана Нокс (3 мая 1891 — март 1972), 1-й муж с 1914 по 1935 год — Чарльз Лорейн Карлос Кларк, сын Чарльза Карлоса Кларка[5]; 2-й муж с 1935 года — Питер Стэнли Чаппелл, сын Томаса Стэнли Чаппелла.